# The Terminator: SkyNET
Pour les articles homonymes, voir Skynet.
 (mars 2020).
Si vous disposez d'ouvrages ou d'articles de référence ou si vous connaissez des sites web de qualité traitant du thème abordé ici, merci de compléter l'article en donnant les références utiles à sa vérifiabilité et en les liant à la section « Notes et références ».
The Terminator: SkyNET (simplement SkyNET aux États-Unis) est un jeu vidéo développé et édité par Bethesda Softworks. Il est la suite du jeu vidéo The Terminator: Future Shock dont il reprend la plupart des éléments de jeu.
Il est possible de jouer aux niveaux de The Terminator: Future Shock dans SkyNET en bénéficiant des améliorations graphiques de ce dernier.

## Différences avecFuture Shock
Dans SkyNET, les briefings se présentent sous la forme de vidéos. De plus le moteur graphique est amélioré et il devient possible de jouer en mode SVGA alors que Future Shock se contentait de VGA.
SkyNET introduit également un mode multijoueur dans lequel il est possible de choisir d'incarner un résistant ou un Terminator.